# Rhynchogale melleri
Genre
Espèce
Statut de conservation UICN

 LC  : Préoccupation mineure
La mangouste de Meller (Rhynchogale melleri) est une espèce de mangoustes de la famille des Herpestidae, la seule du genre Rhynchogale.
Elle a été nommée en l'honneur du naturaliste Charles James Meller.

### GenreRhynchogale
- (en) Catalogue of Life : Rhynchogale Thomas, 1894 (consulté le 11 décembre 2020)
- (fr + en) ITIS : Rhynchogale  Thomas, 1894
- (en) Animal Diversity Web : Rhynchogale
- (en) UICN : espèce Rhynchogale melleri (Gray, 1865) (consulté le 31 mai 2015)
- (en) NCBI : Rhynchogale (taxons inclus)
- (en) UICN : taxon  Rhynchogale  (consulté le 6 janvier 2023)

### EspèceRhynchogale melleri
- (fr + en) ITIS : Rhynchogale melleri  (Gray, 1865)
- (en) Animal Diversity Web : Rhynchogale melleri
- (en) NCBI : Rhynchogale melleri (taxons inclus)